# Molophilus (Molophilus) sublateralis
Molophilus (Molophilus) sublateralis is een tweevleugelige uit de familie steltmuggen (Limoniidae). De soort komt voor in het Australaziatisch gebied.